# Lluís Riudor

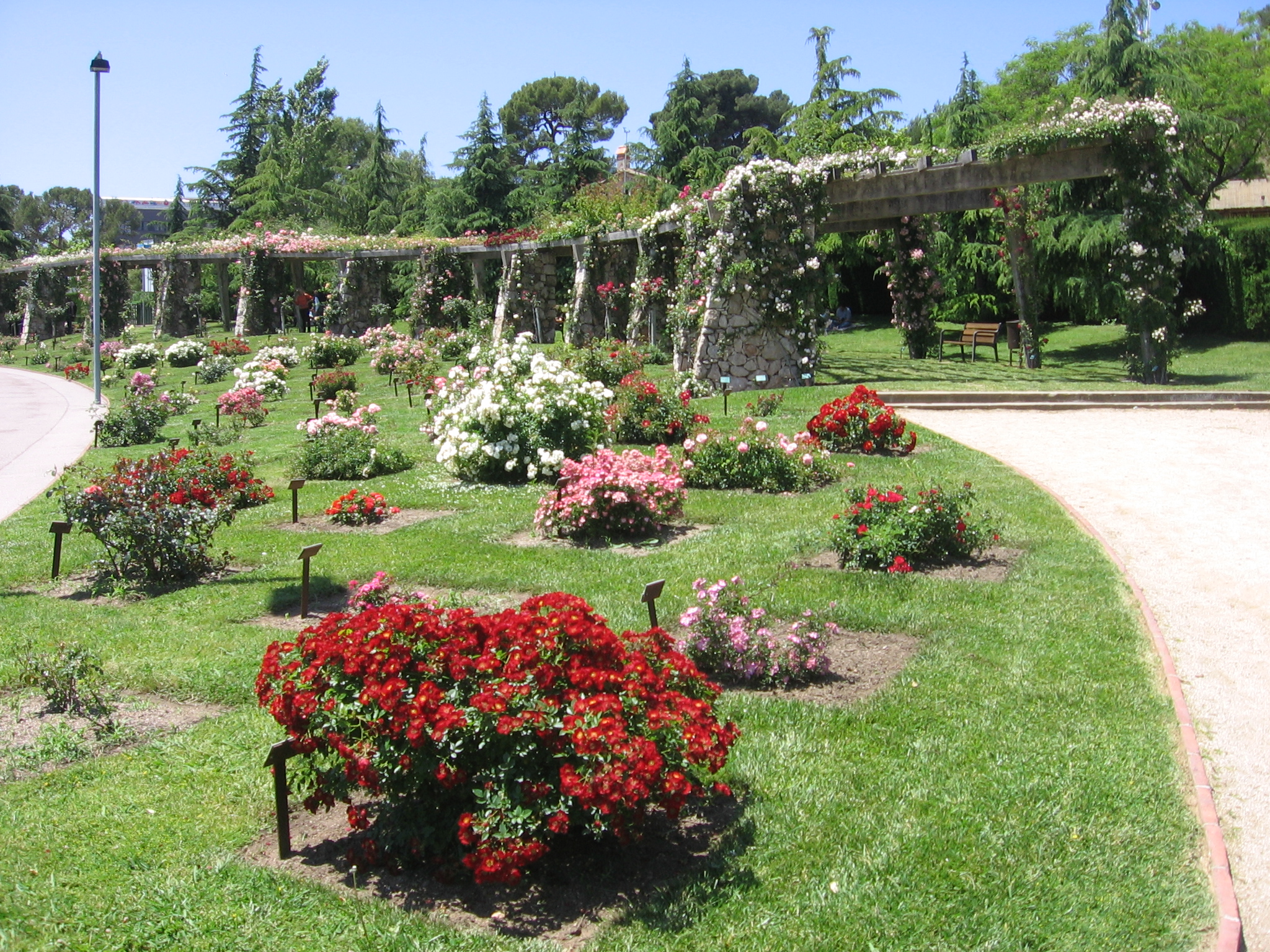
Parque de Cervantes.

Lluís Riudor i Carol (Barcelona, 1906-1989) fue un arquitecto y paisajista español. Director de Parques y jardines de Barcelona entre 1940 y 1968, fue el iniciador del paisajismo en Cataluña.

## Trayectoria
Era hijo del arquitecto Ramon Maria Riudor i Capella y de Carme Carol Rosés. En su juventud trabajó para el arquitecto modernista Bernardí Martorell. Al frente del departamento de jardinería del consistorio barcelonés realizó obras como el parque del Turó de la Peira (1936), el parque de Monterols (1947), los jardines de Moragas (1959), el jardín de Austria (ubicado en el recinto del parque Güell, años 1960), el parque de Cervantes (1965), y diversas intervenciones en la montaña de Montjuïc encaminadas a suprimir el chabolismo producido con la inmigración en la posguerra.
Como arquitecto realizó varias edificaciones en el Parque de Atracciones de Montjuïc, como el Parasol y el Quiosco Damm, en colaboración con Antoni Maria Riera Clavillé (1966). 
Fue autor de diversas obras de divulgación jardinística: Guia dels espais verds de Barcelona: aproximació històrica (1984), Apuntes de jardinería y paisaje (1989), El Árbol en jardinería y paisajismo: guía de aplicación para España y países de clima mediterráneo y templado (1992), Guía arbórea de aplicación al Barcelonés y Maresme (2010).